# 이원석 (희극인)
이원석(1984년 5월 14일 ~ )은 대한민국의 희극 배우이다.

## 출연작

### 방송
- 개그 스타 (KBS 2TV)
  - 판타지 극장
- 웃찾사 (SBS)
  - 충무로 손 (2013.06.16 ~ 2013.09.01)
  - 인력사무소 (2013.11.22 ~ 2013.11.22)
  - 역사 속 그날 (2015.05.17 ~ 2016.01.17)
  - 신의 꼼수 (2016.05.06 ~ 2016.05.27)
  - 또 통화중 (2016.07.22 ~ 2016.10.05)
  - 인생의 히든카드 (2017.01.18)